# 2,6-dichlooraniline
2,6-dichlooraniline is een toxisch chloorderivaat van aniline met als brutoformule C6H5Cl2N. De stof komt voor als kleurloze kristallen.

## Toxicologie en veiligheid
De stof ontleedt bij verbranding met vorming van giftige dampen, waaronder stikstofoxiden en waterstofchloride.